# Перуанский сыр Серрано
Перуанский сыр Серрано (исп. Peruvian Queso Fresco) или же Андский сыр (исп. Queso andino) — полутвердый сыр перуанской кухни, имеет мягкий, слегка солоноватый вкус и гладкую, слегка кремовую текстуру.

## История
Андыйский сыр производится по всему высокогорью Анд, от Кахамарки на севере до Хунина в центре и до Куско и Арекипы на юге. Сыр популярен в регионе Кахамарки. Его не производят на продажу и не брендируют.

## Вкус
Текстура сыра — полутвердая или гладкая. Имеет мягкий, немного соленый и мягко-молочный вкус и приятный молочный запах. Имеет желтовато-белый цвет. Подходит для бутербродов, закусок, салатов, для дополнения пиццы, и т. д.

## Приготовление
Хотя способ приготовления андского сыра различается в разных регионах и у разных сыроделов, обычно в свежее коровье молоко добавляют ферменты, молочнокислые бактерии и сычужный фермент и оставляют, пока молоко не свернется. После нарезки творожной массы её встряхивают, чтобы удалить часть сыворотки. Затем творог промывают, солят, прессуют и придают ему круглую или прямоугольную форму. Чтобы придать сыру его характерный вкус, текстуру и цвет, его погружают в рассол на несколько часов. После этого сыр оставляют созревать на 1-2 месяца. Некоторые ремесленные сыроделы добавляют травы, такие как уакатай или орегано, или перуанский перец чили.